# ミニットメン
ミニットメン (Minutemen) は、1980年にアメリカ合衆国カリフォルニア州ロサンゼルスサンペドロにて結成されたロックバンド。5枚のアルバムと数枚のEPをリリースし、精力的にライブ活動も行っていたが、1985年、ボーカルであるD・ブーンの死により解散した。

## メンバー
- D・ブーン - D. Boon （1958年4月1日 - 1985年12月22日） - ボーカル、ギター担当。

「ローリング・ストーンの選ぶ歴史上最も偉大な100人のギタリスト」において2003年は第89位。
- マイク・ワット - Mike Watt （1957年12月20日 - ） - ベース担当。
  - レッド・ホット・チリ・ペッパーズのアルバム『ブラッド・シュガー・セックス・マジック』はマイク・ワットに捧げられている。日本国内では清水ひろたか、あらきゆうこ、ネルスクライン（Wilco）との「Brothers sisters daughter」が有名。

- ジョージ・ハーレー - George Hurley （1958年9月4日 - ） - ドラムス担当。

### 旧メンバー
- フランク・トンシェ - Frank Tonche - ドラムス担当。

## 来歴
D・ブーンとマイク・ワットは13歳の頃に出会い、すぐに意気投合、お互いに音楽や芸術の話をし合う仲であった。その後、2人と同じ高校に通っていたジョージ・ハーレーとマーティン・タンブロビッチの4人でリアクショナリーズを結成。
1980年1月、リアクショナリーズ解散後、D・ブーンとマイク・ワットによりミニットメンが結成された。2人は元々ジョージ・ハーレーをドラムス担当として考えていたが、彼はヘイ・タクシー!というバンドに既に活動していたため、フランク・トンシェをドラムス担当メンバーに加えた。しかし、パンク・ロックの観客に嫌気が差し脱退。同年6月、ヘイ・タクシー!を脱退したジョージ・ハーレーがドラムス担当として加入した。初ライブはブラック・フラッグのオープニングアクトであった。
12月、ブラック・フラッグのギター担当であり、リーダーでもあるグレッグ・ギンの主催するSSTレコードより1st7インチEP『パラノイド・タイム』をリリース。1981年11月、1stLP『ザ・パンチ・ライン』をリリース。その後も精力的にライブツアーを続けながら作品を立て続けに発表した。
R.E.M.とのツアー、及び5thLP『スリー・ウェイ・タイ (フォー・ラスト)』のリリースも決まり、パンク・ロックシーン外のファンも獲得しつつあった1985年12月22日、自動車事故によりD・ブーンは他界、バンドは解散した。
D・ブーンの死に伴い音楽を続ける情熱を失っていたマイクとジョージを勇気付けたのはミニットメンのファンでもあったエド･クロフォードであった。3人は1987年にファイアホースを結成。同バンドは1994年に解散したが、その後もマイクとジョージはソロ活動や他のバンドにゲスト的に参加し、精力的に音楽活動を続けている。なお、マイク・ワットは再結成したザ・ストゥージズのベース担当として、また清水ひろたか、あらきゆうこ、ネルスクライン(ウィルコ)らと「brother's sister's daughter」、ジョージ・ハーレーはレッド・クレイオラのドラムス担当として活動している。

## 作品

### アルバム
- The Punch Line （1981年）
- What Makes a Man Start Fires? （1983年）
- The Politics of Time （1984年）
- Double Nickels on the Dime （1984年）
  - 収録曲「コロナ」は『ジャッカス』のテーマ曲に起用された。
- 3-Way Tie (For Last) （1985年）

### EP
- Paranoid Time （1980年）
- Joy （1981年）
- Bean-Spill （1982年）
- Buzz or Howl Under the Influence of Heat （1983年）
- Tour-Spiel （1984年）
- Project: Mersh （1985年）
- Minuteflag （1985年） - ブラック・フラッグとの共作

### コンピレーション
- My First Bells （1985年）
- Ballot Result （1986年）

### 映像作品
- We Jam Econo （2005年） - ドキュメンタリーDVD。字幕付の国内盤もリリースされた。